# Gastón Pereiro
Gastón Rodrigo Pereiro López (Montevideo, 1995. június 11. –) uruguayi válogatott labdarúgó, a Genoa játékosa.

## Pályafutása

### Klubcsapatokban
A Racing Club és a Nacional akadémiáján nevelkedett. 2012 áprilisában tíznapos próbajátékon vett részt Diego Baldi, Leandro Otormín és Rodrigo Amaral társaságában az angol Liverpool csapatánál. 2014. január 28-án mutatkozott be Nacional első csapatában a Copa Libertadoresban az Oriente Petrolero ellen Carlos de Pena cseréjeként. 2015. július 15-én a holland PSV Eindhoven öt évre szerződtette. Augusztus 2-án a szuperkupában a Adam Maher cseréjeként mutatkozott be a Groningen ellen. Október 4-én megszerezte első két gólját az AFC Ajax elleni De Topper rangadón. Október 27-én mesterhármast szerzett a Genemuiden ellen 6–0-ra megnyert kupamérkőzésen. 2020. január 31-én az olasz Cagliari csapatába igazolt. Február 9-én mutatkozott be a Genoa ellen. Március 1-jén az AS Roma ellen 4–3-ra elvesztett bajnoki találkozón szerezte meg az első gólját a Serie A-ban.
2023. január 17-én a 2022–23-as szezon végéig kölcsönbe visszatért a Nacional csapatába. 2024. január 18-án félévre a Ternana kölcsönbe szerződtette. 2024. augusztus 29-én a Cagliarival kötött szerződését közös megegyezéssel felbontotta. Október 14-én a Genoa szerződtette.

### A válogatottban
2015-ben részt vett a Dél-amerikai U20-as labdarúgó-bajnokságon és az U20-as labdarúgó-világbajnokságon. 2017 szeptemberében kapott meghívót először a felnőtt válogatottba, de pályára nem lépett. November 10-én Lengyelország ellen mutatkozott be.  Részt vett a 2019-es Copa Américán.

## Sikerei, díjai

### Klub
- Nacional
  - Uruguayi Primera División: 2014–15

- PSV Eindhoven
  - Eredivisie: 2015–16, 2017–18
  - Holland szuperkupa: 2015, 2016